# Gilles Béhat
Gilles Béhat (* 3. September 1949 in Lille) ist ein französischer Regisseur.

## Leben
Béhat begann seine Filmkarriere 1972 als Schauspieler in kleineren Rollen, bevor er im Jahr darauf auf den Regiestuhl wechselte. Nach zwei Kurzfilmen drehte er sein Spielfilmdebüt Haro 1976, der Auftakt einer Reihe von nunmehr fast 40 Filmen, zu denen er auch teilweise die Drehbücher schrieb. 
Seit den 1990er Jahren drehte er ausschließlich für das Fernsehen, darunter fünf Episoden der langlebigen Serie über Kommissar Moulin, bevor er 2009 mit einem Kinofilm überraschend zur großen Leinwand zurückkehrte. Daneben arbeitete er gelegentlich für Theaterbühnen.
Toutlecine beschreibt sein Werk als das „eines engagierten und starken Regisseurs, der Einzelgänger zeigt auf ihrer Suche nach Liebe und Freiheit. In den besten Szenen vermag er, die einsamen Kämpfer mit einer zärtlichen Lyrik zu zeichnen“.

## Filmografie (Auswahl)

### Schauspieler
- 1973: Durch Paris mit Ach und Krach (Elle court, elle court la banlieue)
- 1975: Die gelbe Karawane (La cloche tibétaine) (TV-Mehrteiler)

### Drehbuch
- 1996: Tashunga – Gnadenlose Verfolgung (North Star)

### Regisseur
- 1978: Haro
- 1981: Putain d'histoire d’amour
- 1982: Rue Barbare
- 1985: Das Attentat (Urgence)
- 1986: Dunkle Kanäle (Le manteau de Saint-Martin)
- 1986: Die tödliche Grenze (Les longs manteaux)
- 1987: Charlie Dingo – Der Gestrandete (Charlie Dingo)
- 1988: Ray Bradbury: Tyrannosaurus Rex (TV-Episode)
- 1989: Haute Tension: Vendetta (Haute Tension: Au bout du rouleau) (TV)
- 1990: Coplan: Entführung nach Berlin (Coplan: Coups durs) (TV)
- 1990: Der eiskalte Wolf (Dancing Machine)
- 1991: Das letzte Wort (Le dernier mot) (TV)
- 1994: Eine gefährliche Frau (La femme dangéreuse)
- 1995: Le jour du serpent
- 1995: L'auberge de la Jamaïque (nach Daphne Du Maurier)
- 1996: Le Cavalier des nuages
- 1997: Inspecteur Moretti: Un enfant au soleil
- 1999: Une mère en colère
- 2000–2004: Kommissar Moulin (5 Episoden)
- 2004: La peine d'une mère
- 2004: Les Cordier, juge et flic (TV-Serie)
- 2009: Diamant 13